# 中國共產黨中央委員會副主席
中国共产党中央委员会副主席，简称中共中央副主席，是中国共产党在第八次全国代表大会（1956年）至第十二次全国代表大会（1982年）期间设置的高级领导职务，其地位仅次于中共中央主要负责人（中共中央主席）。中共中央副主席由中央政治局召开的中央委员会全体会议产生，并由中央委员会任命，各副主席均为中共中央政治局常委。
在该职务设置期间，先后有14人担任中国共产党中央委员会副主席。其中有6人任期跨越多届，即周恩来（第八届、第十届）、林彪（第八届、第九届）、陈云（第八届、第十一届）、叶剑英（第十届、第十一届）、邓小平（第十届、第十一届）、华国锋（第十届、第十一届）。有3人在任上逝世，即林彪（第九届期间坠机身亡）、周恩来（第十届期间病逝）、康生（第十届期间病逝）。有3人未经过中央委员会全体会议任免，即邓小平（四五运动后被免职）、王洪文（怀仁堂事变后被免职）、华国锋（四五运动后被任命，怀仁堂事变后升任中央委员会主席）。有2人曾任“中央委员会唯一副主席”，即林彪（1969年4月28日至1971年9月13日期间）、叶剑英（1976年10月7日至1977年7月21日期间）。有1人曾在任内被免职后再次被任命，即邓小平（1975年1月10日被任命，1976年4月7日被免职，1977年7月21日再次被任命）。

## 历史
中华人民共和国成立后，为适应大规模经济建设需要和国家安全考虑，毛泽东和中共中央开始酝酿加强和改进中央领导体制的问题。1953年底，毛泽东提出中央领导分为一线二线的设想，并就是否增设中央副主席和总书记问题进行意见征询，但由于高饶事件而暂时搁置。1956年4月28日，毛泽东在中央政治局扩大会议上提出机构改革问题，讨论党中央设置副主席数量的问题。5月底，邓小平起草中共中央《关于讨论党章修改稿的通知》，将增设中央副主席数量和其他问题提请各地党委主要负责人讨论。8月22日，中共七届七中全会第一次会议召开，毛泽东就中央领导机构组成作说明，表示中共中央将设置总书记、主席和副主席。9月13日，七届七中全会第三次会议召开，毛泽东再次就增设若干中央副主席和总书记的问题作讲话。
1956年9月26日，中国共产党第八次全国代表大会第十一次会议通过修改后的《中国共产党章程》，修改后的党章设中央委员会主席一人和副主席若干人，兼任中央政治局的主席和副主席。9月28日，中共八届一中全会召开，选举刘少奇等4人为中央委员会副主席。1958年5月25日，中共八届五中全会召开，增选林彪为中央委员会副主席。1969年8月12日，中共八届十一中全会召开，除林彪外的其他中央委员会副主席均在该次会议上卸任。
1966年4月28日，中共九届一中全会召开，选举第九届中央委员会，仅有林彪一人当选中央委员会副主席直至其坠机身亡，此后中央委员会副主席人选空缺。
1973年8月30日，中共十届一中全会召开，选举周恩来等5人为中央委员会副主席。1975年1月10日，中共十届二中全会召开，增选邓小平为中央委员会副主席，批准李德生辞任中央委员会副主席的请求。1976年4月7日，受四五运动影响，中央政治局根据毛泽东提议，撤销邓小平包括中央委员会副主席在内的党内外一切职务，任命华国锋为中央委员会第一副主席。10月7日，中央政治局一致通过华国锋改任中央委员会主席的决议。1977年7月21日，中共十届三中全会召开，决定恢复邓小平中央委员会副主席在内的各项职务，追认华国锋为中央委员会主席。
1977年8月19日，中共十一届一中全会召开，选举叶剑英等4人为中央委员会副主席。1978年12月22日，中共十一届三中全会召开，增选陈云为中央委员会副主席。1980年2月29日，中共十一届五中全会召开，批准汪东兴辞任中央委员会副主席的请求。1981年6月29日，中共十一届六中全会召开，增选赵紫阳、华国锋为中央委员会副主席。
1982年9月6日，中国共产党第十二次全国代表大会审议通过新的《中国共产党章程》，新党章规定中共中央只设总书记，不再设主席和副主席。

## 列表
| 届次 | 肖像                           | 姓名 （生卒年份）         | 籍貫      | 就任时间 （相关事件）             | 卸任时间 （相关事件）            | 任内要职 | 时任主席        | 资料      |
| ---- | ------------------------------ | ------------------------- | --------- | --------------------------------- | -------------------------------- | --- | --------------- | --------- |
| 8    |                                | 刘少奇 （1898—1969）      | 湖南 宁乡 | 1956年9月28日 （八届一中全会）    | 1966年8月12日 （八届十一中全会） | 中华人民共和国主席 全国人民代表大会常务委员会委员长 中华人民共和国国防委员会主席                                                                    | 毛泽东          | [ 人 1 ]  |
| 8    |                                | 周恩来 （1898—1976）      | 浙江 绍兴 | 1956年9月28日 （八届一中全会）    | 1966年8月12日 （八届十一中全会） | 中共中央专门委员会主任委员 中华人民共和国国务院总理 中国人民政治协商会议全国委员会主席                                                              | 毛泽东          | [ 人 2 ]  |
| 8    |                                | 朱德 元帅 （1886—1976）   | 四川 仪陇 | 1956年9月28日 （八届一中全会）    | 1966年8月12日 （八届十一中全会） | 中华人民共和国副主席 全国人民代表大会常务委员会委员长                                                                                               | 毛泽东          | [ 人 3 ]  |
| 8    |                                | 陈云 （1905—1995）        | 上海 青浦 | 1956年9月28日 （八届一中全会）    | 1966年8月12日 （八届十一中全会） | 中华人民共和国国务院副总理 中央经济工作五人小组组长                                                                                                 | 毛泽东          | [ 人 4 ]  |
| 8    |                                | 林彪 元帅 （1907—1971）   | 湖北 黄冈 | 1958年5月25日 （八届五中全会）    | 1969年4月28日 （九届一中全会）   | 中华人民共和国国务院副总理 中华人民共和国国防委员会副主席 中华人民共和国国防部部长 中国共产党中央军事委员会副主席                                   | 毛泽东          | [ 人 5 ]  |
| 9    |                                | 林彪 元帅 （1907—1971）   | 湖北 黄冈 | 1969年4月28日 （九届一中全会）    | 1971年9月13日 （坠机身亡）       | 中华人民共和国国务院副总理 中华人民共和国国防委员会副主席 中华人民共和国国防部部长 中国共产党中央军事委员会副主席                                   | 毛泽东          | [ 人 5 ]  |
| 10   |                                | 周恩来 （1898—1976）      | 浙江 绍兴 | 1973年8月30日 （十届一中全会）    | 1976年1月8日 （病逝）            | 中华人民共和国国务院总理 中国人民政治协商会议全国委员会主席                                                                                         | 毛泽东 ↓ 华国锋 | [ 人 6 ]  |
| 10   |                                | 王洪文 （1935—1992）      | 吉林 长春 | 1973年8月30日 （十届一中全会）    | 1976年10月7日 （怀仁堂事变）     | 四人帮成员 中国共产党上海市委员会第三书记 中国共产党中央军事委员会常务委员 上海市革命委员会副主任 上海市总工会主任 中国人民解放军上海警备区政治委员 | 毛泽东 ↓ 华国锋 | [ 人 7 ]  |
| 10   |                                | 康生 （1898—1975）        | 山东 诸城 | 1973年8月30日 （十届一中全会）    | 1975年12月16日 （病逝）          | 中央组织宣传组组长 全国人民代表大会常务委员会副委员长                                                                                               | 毛泽东 ↓ 华国锋 | [ 人 8 ]  |
| 10   |                                | 叶剑英 元帅 （1897—1986） | 广东 梅县 | 1973年8月30日 （十届一中全会）    | 1977年8月19日 （十一届一中全会） | 中国共产党中央军事委员会副主席 中华人民共和国国防部部长 中国人民政治协商会议全国委员会副主席                                                        | 毛泽东 ↓ 华国锋 | [ 人 9 ]  |
| 10   |                                | 李德生 少将 （1916—2011） | 河南 新县 | 1973年8月30日 （十届一中全会）    | 1975年1月10日 （十届二中全会）   | 中国人民解放军总政治部主任 中国人民解放军北京军区司令员 中国人民解放军沈阳军区司令员                                                                | 毛泽东 ↓ 华国锋 | [ 人 10 ] |
| 10   |                                | 邓小平 （1904—1997）      | 四川 广安 | 1975年1月10日 （十届二中全会）    | 1976年4月7日 （四五运动）        | 中国共产党中央军事委员会副主席 中华人民共和国国务院副总理 中国人民解放军总参谋长                                                                    | 毛泽东 ↓ 华国锋 | [ 人 11 ] |
| 10   | 1977年7月21日 （十届三中全会） | 邓小平 （1904—1997）      | 四川 广安 | 1977年8月19日 （十一届一中全会）  |                                  | 中国共产党中央军事委员会副主席 中华人民共和国国务院副总理 中国人民解放军总参谋长                                                                    | 毛泽东 ↓ 华国锋 | [ 人 11 ] |
| 10   |                                | 华国锋 （1921—2008）      | 山西 交城 | 1976年4月7日 （四五运动）         | 1976年10月7日 （怀仁堂事变）     | 中国共产党中央委员会第一副主席 中共中央毛泽东主席著作编辑出版委员会主任 中华人民共和国国务院总理 中华人民共和国公安部部长                           | 毛泽东 ↓ 华国锋 | [ 人 12 ] |
| 11   |                                | 叶剑英 元帅 （1897—1986） | 广东 梅县 | 1977年8月19日 （十一届一中全会）  | 1982年9月6日 （十二大）          | 中国共产党中央军事委员会副主席 中华人民共和国国防部部长 中国人民政治协商会议全国委员会副主席 中华人民共和国宪法修改委员会主任委员                   | 华国锋 ↓ 胡耀邦 | [ 人 9 ]  |
| 11   |                                | 邓小平 （1904—1997）      | 四川 广安 | 1977年8月19日 （十一届一中全会）  | 1982年9月6日 （十二大）          | 中国共产党中央军事委员会副主席 中共中央顾问委员会主任 中华人民共和国国务院副总理 中国人民解放军总参谋长 中国人民政治协商会议全国委员会主席          | 华国锋 ↓ 胡耀邦 | [ 人 11 ] |
| 11   |                                | 李先念 （1909—1992）      | 湖北 红安 | 1977年8月19日 （十一届一中全会）  | 1982年9月6日 （十二大）          | 中国共产党中央军事委员会常务委员 中央外事工作领导小组组长 国务院财政经济委员会副主任 中华人民共和国国家计划委员会副主任                             | 华国锋 ↓ 胡耀邦 | [ 人 13 ] |
| 11   |                                | 汪东兴 少将 （1916—2015） | 江西 弋阳 | 1977年8月19日 （十一届一中全会）  | 1980年2月29日 （十一届五中全会） | 中共中央毛泽东主席著作编辑出版委员会办公室主任 中共中央党校第一副校长 中国共产党中央军事委员会常务委员                                              | 华国锋 ↓ 胡耀邦 | [ 人 14 ] |
| 11   |                                | 陈云 （1905—1995）        | 上海 青浦 | 1978年12月22日 （十一届三中全会） | 1982年9月6日 （十二大）          | 中国共产党中央纪律检查委员会第一书记 国务院财政经济委员会主任                                                                                       | 华国锋 ↓ 胡耀邦 | [ 人 4 ]  |
| 11   |                                | 赵紫阳 （1919—2005）      | 河南 滑县 | 1981年6月29日 （十一届六中全会）  | 1982年9月6日 （十二大）          | 中华人民共和国国务院总理 中国人民政治协商会议全国委员会副主席                                                                                       | 华国锋 ↓ 胡耀邦 | [ 人 15 ] |
| 11   |                                | 华国锋 （1921—2008）      | 山西 交城 | 1981年6月29日 （十一届六中全会）  | 1982年9月6日 （十二大）          | | 华国锋 ↓ 胡耀邦 | [ 人 12 ] |

### 历史
1. 1 2   . 维基文库. 北京: 中国共产党第八次代表大会. 1956-09-29.
2. ↑  王钦双. . 党的文献 (北京). 2010, (4): 30–35  [2023-10-24]. ISSN 1005-1597. （原始内容存档于2023-10-25）.
3. ↑  . 共产党员网. 2016-06-07  [2023-10-23]. （原始内容存档于2023-03-02）.
4. ↑  . 中国共产党新闻网. 1956-09-29  [2023-10-24]. （原始内容存档于2010-10-15）.
5. ↑  . 中国共产党新闻网. 1958-05-25  [2023-10-24]. （原始内容存档于2022-10-20）.
6. ↑  . 中国共产党新闻网. 1966-08-13  [2023-10-24]. （原始内容存档于2016-03-04）.
7. ↑  . 中国共产党新闻网. 1966-04-29  [2023-10-24]. （原始内容存档于2016-03-03）.
8. ↑  . 中国共产党新闻网. 1973-08-30  [2023-10-24]. （原始内容存档于2011-05-19）.
9. ↑  . 中国共产党新闻网. 1975-01-10  [2023-10-24]. （原始内容存档于2016-03-04）.
10. ↑  . 中华人民共和国中央人民政府门户网站. 2007-08-28  [2023-10-24]. （原始内容存档于2013-07-27）.
11. ↑  姜毅然; 霞飞. . 凤凰网. 2007-08-04  [2023-10-24]. （原始内容存档于2023-10-25）.
12. ↑  . 中华人民共和国中央人民政府门户网站. 2007-09-07  [2023-10-24]. （原始内容存档于2023-10-25）.
13. 1 2  . 人民网. 2021-06-29  [2023-10-24]. （原始内容存档于2023-10-25）.
14. ↑  . 共产党员网. 2012-06-12  [2023-10-23]. （原始内容存档于2023-10-25）.
15. ↑  . 中国共产党新闻网. 1977-08-19  [2023-10-24]. （原始内容存档于2011-05-19）.
16. ↑  . 中国共产党新闻网. 1978-12-22  [2023-10-24]. （原始内容存档于2023-03-29）.
17. ↑  . 中国共产党新闻网. 1980-02-29  [2023-10-24]. （原始内容存档于2023-08-17）.
18. ↑  . 中国共产党新闻网. 1981-06-29  [2023-10-24]. （原始内容存档于2023-10-25）.
19. ↑  . 共产党员网. 2016-07-12  [2023-10-23]. （原始内容存档于2023-03-02）.

### 人物
1. ↑  . 中共党史网. 2023-10-24  [2023-10-24]. （原始内容存档于2023-10-20）.
2. ↑  . 人民网. 2017-02-09  [2023-10-24]. （原始内容存档于2023-05-04）.
3. ↑  . 中国共产党新闻网. 2009-12-08  [2023-10-24]. （原始内容存档于2023-10-03）.
4. 1 2  . 陈云纪念馆. 2023-10-24  [2023-10-24]. （原始内容存档于2023-10-25）.
5. 1 2  . 中国中央电视台. 2002-08-01  [2023-10-24]. （原始内容存档于2023-10-25）.
6. ↑  . 人民网. 2017-02-09  [2023-10-24]. （原始内容存档于2023-05-04）.
7. ↑  . 中华人民共和国中央人民政府门户网站. 2008-10-21  [2023-10-24]. （原始内容存档于2023-08-07）.
8. ↑  . 中华人民共和国中央人民政府门户网站. 2008-10-16  [2023-10-24]. （原始内容存档于2023-08-07）.
9. 1 2  . 中国人民政治协商会议全国委员会. 2011-09-26  [2023-10-24]. （原始内容存档于2021-10-24）.
10. ↑  . 光明日报. 2011-05-15: 04  [2023-10-24]. （原始内容存档于2023-10-25）.
11. 1 2  王树人. . 党史博览 (郑州). 2014, (8): 24–27  [2023-10-24]. ISSN 1005-1686. （原始内容存档于2022-07-12）.
12. 1 2  . 中华人民共和国中央人民政府门户网站. 2008-09-01  [2023-10-24]. （原始内容存档于2023-07-15）.
13. ↑  . 人民政协网. 2014-09-17  [2023-10-24]. （原始内容存档于2023-10-04）.
14. ↑  . 人民政协网. 2015-08-27  [2023-10-24]. （原始内容存档于2021-07-23）.
15. ↑  . 人民政协网. 2014-09-17  [2023-10-24]. （原始内容存档于2023-10-25）.